# Le Mesnil-sur-Blangy

Le Mesnil-sur-Blangy este o comună în departamentul Calvados, Franța. În 1 ianuarie 2022 avea o populație de 164 de locuitori.